# Divizia 1 Infanterie (1916-1918)
Divizia 1 Infanterie a fost una din marile unități permanente ale Armatei României, care a participat la acțiunile militare pe frontul românesc, pe toată perioada războiului, între 27 august 1916 - 11 noiembrie 1918. 

## Participarea la operații

### Campania anului 1916

#### Retragerea Grupului Cerna
Grupul Cerna, care lupta în partea vestică a țării, după străpungerea frontului de către germani s-a retras de la Turnu Severin timp de 2 săptămâni, străbătând lipsit de provizii și muniții circa 250 km în spatele frontului inamic între 10/23 noiembrie și 23 noiembrie/6 decembrie 1916, până la Giuvărăști județul Romanați unde a dat ultima batălie, capitulând o zi mai târziu la Izbiceni pe Olt.

## Ordinea de bătaie la mobilizare

### Campania anului 1916
La declararea mobilizării, la 27 august 1916, Divizia 1 Infanterie a făcut parte din compunerea de luptă Corpului I Armată, alături de Divizia 2 Infanterie și Divizia 11 Infanterie. Corpul I Armată era comandat de generalul de divizie Ioan Popovici, eșalonul ierarhic superior fiind Armata 1, comandată de generalul de divizie Ioan Culcer.
Ordinea de bătaie a diviziei era următoarea:
 
- Divizia 1 Infanterie

- Regimentul 1 Vânători
- Brigada 1 Infanterie

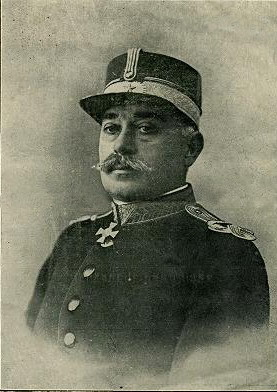
Generalul Ioan Dragalina

- Regimentul 1 Mehedinți No. 17 „Știrbey Vodă”
- Regimentul Gorj No. 18

- Brigada 2 Infanterie

- Regimentul Dolj No. 1
- Regimentul Calafat No. 31

- Brigada 31 Infanterie

- Regimentul 43 Infanterie
- Regimentul 59 Infanterie

- Brigada 1 Artilerie

- Regimentul 1 Artilerie „Regele Carol I”
- Regimentul 5 Artilerie

## Reorganizări pe perioada războiului
În prima jumătate a anului 1917, Divizia 1 Infanterie s-a reorganizat pe front, în sectorul ocupat de Armata 2. Divizia 1 Infanterie a fost inclusă în compunerea de luptă a Corpului II Armată, alături de Divizia 3 Infanterie și Divizia 12 Infanterie. Corpul II Armată era comandat de generalul de divizie Arthur Văitoianu, eșalonul ierarhic superior fiind Armata 2, comandată de generalul de corp de armată Alexandru Averescu.
Ordinea de bătaie a diviziei era următoarea:

- Divizia 1 Infanterie

- Regimentul 1 Vânători
- Brigada 1 Infanterie

- Regimentul 17 Infanterie
- Regimentul 18 Infanterie

- Brigada 2 Infanterie

- Regimentul 1 Infanterie
- Regimentul 31 Infanterie

- Brigada 1 Artilerie

- Regimentul 1 Artilerie
- Regimentul 5 Obuziere

- Compania divizionară de mitraliere
- Divizionul de cavalerie
- Batalionul 1 Pionieri

## Comandanți
Pe perioada desfășurării Primului Război Mondial, Divizia 1 Infanterie a avut următorii comandanți:
- General de brigadă Ioan Dragalina - 15 august 1916 - 11 octombrie 1916
- General de brigadă Dumitru Cristu - 12 octombrie 1916 - 15 octombrie 1916
- Colonel Ioan Anastasiu - 16 octombrie 1916 - 23 decembrie 1916[3] [4]
- General de brigadă Dumitru Strătilescu - 23 decembrie 1916 - 18 ianuarie 1918[5]
- General de brigadă Nicolae Mihăescu - 27 ianuarie 1918 - 28 octombrie 1918